# ديفيد لايت (كاتب)
ديفيد لايت (بالإنجليزية: David Leite)‏ هو كاتب أمريكي، ولد في 1960 في فول ريفر في الولايات المتحدة.

## وصلات خارجية
- الموقع الرسمي